# Acontia thapsina
Acontia thapsina är en fjärilsart som beskrevs av Turner 1902. Acontia thapsina ingår i släktet Acontia och familjen nattflyn. Inga underarter finns listade i Catalogue of Life.